# Olympische Zomerspelen 1906
De vierde moderne Olympische Spelen werden in 1906 in Athene, Griekenland gehouden. De Spelen staan ook wel bekend als de Tussenliggende Spelen van 1906 aangezien deze Spelen plaatsvonden tussen de normale vierjarige periodes van de Olympiade. De Spelen, evenals de behaalde medailles en olympische records, worden tegenwoordig niet meer erkend door het Internationaal Olympisch Comité (IOC).

## Oorsprong
De Tussenliggende Spelen werden in 1901 door het IOC bedacht als onderdeel van een nieuw schema. In dit nieuwe schema zou er elke vier jaar, tussen de internationale Spelen die elke keer ergens anders zouden plaatsvinden, tussentijdse spelen worden georganiseerd in Athene. Dit werd gezien als een soort compromis: de Grieken vonden, na de zeer succesvolle Spelen van 1896, dat zij het elke vier jaar wel konden organiseren. Binnen het IOC was er wel enige steun voor dit voorstel. Pierre de Coubertin had hier echter grote bezwaren tegen, al was het maar omdat hij de eerste Spelen eigenlijk in zijn eigen land, Frankrijk, had willen organiseren. De tweede Spelen vonden daarom in 1900 plaats in Parijs.
Deze Spelen waren minder goed georganiseerd dan de voorgaande in Athene, ze werden overschaduwd door de wereldtentoonstelling die gelijktijdig plaatsvond. Het IOC steunde daarom het Griekse idee om een tweede vierjaarlijks sportevenement te organiseren, midden tussen de eerste serie. Het idee was dat beide Olympische Spelen zouden zijn met als enige verschil dat de helft het originele idee van Coubertin volgde om ze in verschillende landen te organiseren en de andere helft zou een permanent thuis vinden in Griekenland, met het Grieks Nationaal Olympisch Comité als organisator.
Aangezien 1902 al te nabij was, werden de Spelen van 1906 de eerste tussenliggende spelen. Hoewel Coubertin het idee nog steeds niets vond, gaf het IOC zijn steun aan het Griekse NOC.

## Eerste tussenliggende spelen
De Spelen van 1906 waren zeer succesvol. In tegenstelling tot de Spelen in 1900, 1904 en 1908 werden ze afgewerkt in een kort tijdsbestek en werden ze niet overschaduwd door andere internationale exposities. Dit succes heeft waarschijnlijk bijgedragen aan het voortbestaan van de olympische beweging.
Dit waren de eerste Spelen waarbij de deelnemers zich moesten registreren via hun nationale olympische comités, en dus ook voor hun eigen land uitkwamen. Verder was er voor het eerst sprake van een aparte openingsceremonie waarbij de deelnemers binnenkwamen achter de vlag van hun land. Tijdens de huldiging van de overwinnaars werd voor het eerst de vlag gehesen. Voor het eerst was er ook sprake van een echte sluitingsceremonie.

## Vervolg van de tussenliggende spelen
Het lukte de Grieken niet om in 1910 een tweede tussenliggende spelen te organiseren. Naast de spanningen op de Balkan bleek ook dat het moeilijk was elke twee jaar Spelen te organiseren. Mensen hadden niet genoeg tijd om zich voor te bereiden.
Toen het niet was gelukt om de Spelen in 1910 te organiseren, verdween het vertrouwen in Athene als organisator van de Spelen. Door het uitbreken van de Eerste Wereldoorlog moesten verdere Spelen wachten tot na de oorlog. Op dat moment was het echter al meer dan tien jaar na de tussenliggende Spelen van 1906 en werd er verder van het hele idee afgezien.

## Statusverandering
Aangezien deze Spelen in Athene nu de uitzondering waren geworden, werd de status van deze Spelen achteraf veranderd. Het waren de Spelen ter gelegenheid van het tienjarige bestaan van de Olympische Spelen. Omdat meer nadruk werd gelegd op de continuïteit van de vierjarige Olympiades, pasten de Spelen van 1906 hier niet meer in. Vandaar dat het IOC tegenwoordig deze Spelen niet meer erkent als Olympische Spelen en de records en medailles niet officieel worden erkend als olympisch.
Het kan worden beargumenteerd dat het succes van de Spelen 1906 in Athene de olympische beweging levend heeft gehouden. Verder zijn veel van de zaken die voor het eerst gepionierd werden tijdens deze Spelen, nu een integraal onderdeel van de Olympische tradities.

## Hoogtepunten
- Er waren slechts twee springnummers uit stand. Deze werden wederom gewonnen door Ray Ewry.
- Aan de sluitingsceremonie namen zesduizend schoolkinderen deel.

## Deelnemende landen

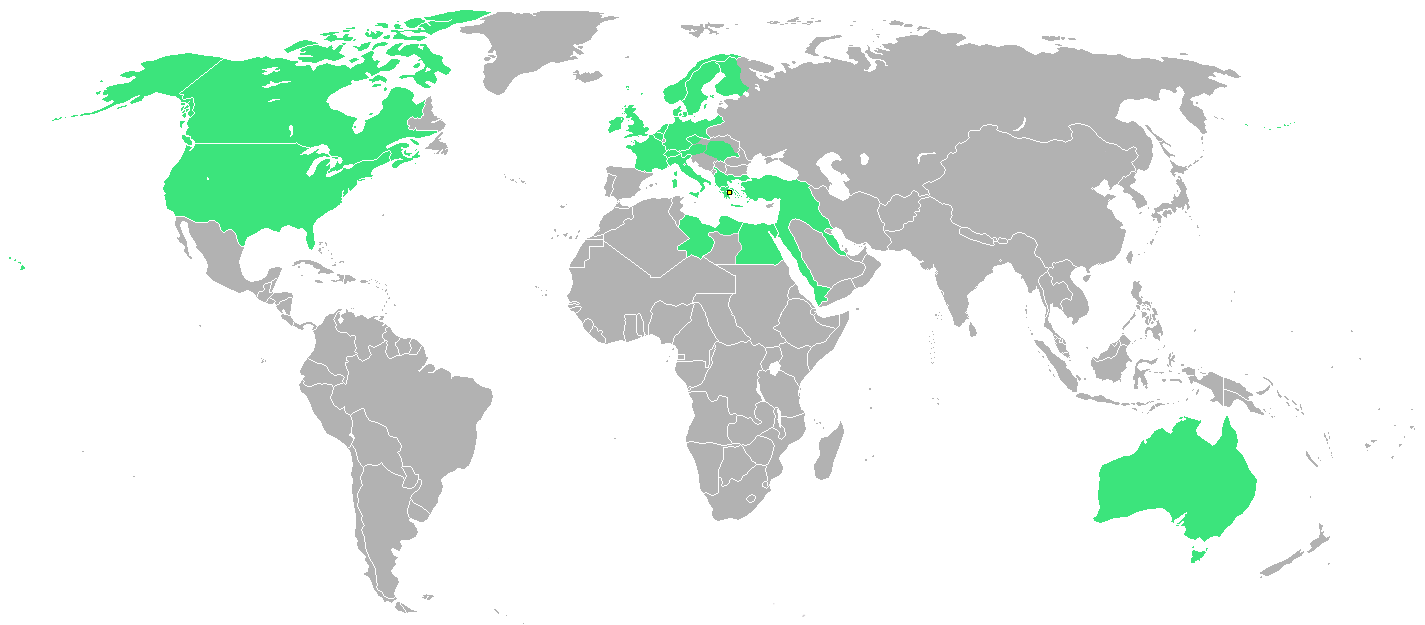
Deelnemende landen

Aan de Spelen deden sporters uit 20 landen mee.

### Belgische prestaties
- De schermer Cyril Verbrugge won tweemaal goud, op de sabel en de degen.

#### Belgische medailles
| Medaille   | Winnaar           | Onderdeel                     |
| ---------- | ----------------- | ----------------------------- |
| Goud (2)   | Cyrille Verbrugge | schermen, sabel               |
| Goud (2)   | Cyrille Verbrugge | schermen, degen               |
| Zilver (1) | Léon Dupont       | atletiek, staand hoogspringen |
| Brons (3)  | Eugène Debongnie  | baanwielrennen, sprint        |
| Brons (3)  | Landenploeg       | schermen                      |
| Brons (3)  | Marcel Dubois     | worstelen, boven 85 kg        |

Max en Rémy Orban behaalden een medaille bij het roeien in een gemengd Belgisch-Griekse boot. Conform de gangbare IOC-gebruiken wordt deze medaille niet toegekend aan België maar aan een "gemengd team".

### Nederlandse prestaties
- Aan deze Spelen deden 16 Nederlanders mee, 13 schermers en 3 tennissers. Bij het schermen werden een zilveren en twee bronzen medailles gehaald.

#### Nederlandse medailles
| Medaille   | Winnaar                 | Onderdeel       |
| ---------- | ----------------------- | --------------- |
| Zilver (1) | George van Rossem       | schermen, sabel |
| Brons (2)  | Mannen team             | schermen, sabel |
| Brons (2)  | Hendrik van Blijenburgh | schermen, degen |

## Medaillespiegel
Er werden 226 medailles uitgereikt. Deze medailles worden niet door het IOC erkend. In het klassement wordt eerst gekeken naar het aantal gouden medailles, vervolgens de zilveren medailles en tot slot de bronzen medailles.
In de tabel heeft het gastland een blauwe achtergrond en het grootste aantal medailles in elke categorie is vetgedrukt.
Zie de medaillespiegel van de Olympische Zomerspelen 1906 voor de volledige weergave.
| Plaats | Land             | NOC | Goud | Zilver | Brons | Totaal |
| ------ | ---------------- | --- | ---- | ------ | ----- | ------ |
| 1      | Frankrijk        | FRA | 15   | 9      | 16    | 40     |
| 2      | Verenigde Staten | USA | 12   | 6      | 6     | 24     |
| 3      | Griekenland      | GRE | 8    | 13     | 12    | 33     |
| 4      | Groot-Brittannië | GBR | 8    | 11     | 5     | 24     |
| 5      | Italië           | ITA | 7    | 6      | 3     | 16     |
| 6      | Zwitserland      | SUI | 5    | 6      | 4     | 15     |
| 7      | Duitsland        | GER | 4    | 6      | 5     | 15     |
| 8      | Noorwegen        | NOR | 4    | 2      | 1     | 7      |
| 9      | Oostenrijk       | AUT | 3    | 3      | 3     | 9      |
| 10     | Denemarken       | DEN | 3    | 2      | 1     | 6      |
|        |                  |     |      |        |       |        |
| 13     | België           | BEL | 2    | 1      | 3     | 6      |
|        |                  |     |      |        |       |        |
| 16     | Nederland        | NED | 0    | 1      | 2     | 3      |

Atletiek · Gewichtheffen · Roeien · Schermen · Schietsport · Schoonspringen · Tennis · Touwtrekken · Turnen · Voetbal · Wielrennen · Worstelen · Zwemmen
Australië · België · Bohemen · Canada · Denemarken · Duitsland · Egypte · Finland · Frankrijk · Griekenland · Groot-Brittannië · Hongarije · Italië · Nederland · Noorwegen · Oostenrijk · Turkije · Verenigde Staten · Zweden · Zwitserland
Olympische Zomerspelen
Olympische Winterspelen
Gerelateerd
Olympische Jeugdspelen · Paralympische Spelen · Deaflympische Spelen · Special Olympic World Games
IOC · COA · BOIC · NOC*NSF · NAOC · SOC
- Gemeinsame Normdatei: 2145135-7
- Library of Congress Control Number: n85302726
- Virtual International Authority File: 245034417